# 듀엣 (2000년 영화)
《듀엣》(Duets)은 미국에서 제작된 브루스 팰트로 감독의 2000년 코미디 영화이다. 마리아 벨로 등이 주연으로 출연하였고 존 바이럼 등이 제작에 참여하였다.

## 출연

### 주연
- 마리아 벨로
- 안드레 브라우퍼

### 조연
- 폴 지아마티
- 휴이 루이스
- 토니 마
- 로슬린 먼로
- 기네스 팰트로
- 존 피넷
- 이안 로비슨
- 마야 루돌프
- 스코트 스피드먼
- 키건 코너 트레이시

## 기타
- 미술: 샤론 세이모어
- 의상: 마리 클레어 한난
- 배역: 스투어트 아이킨스
- 배역: 캐시 드리스콜
- 배역: 프랜신 마이슬러

## 사운드트랙
1. "Feeling Alright" - 4:03
2. "Bette Davis Eyes" - 4:20
3. "Cruisin'" - 4:52
4. "Just My Imagination (Running Away with Me)" - 4:10
5. "Try a Little Tenderness" - 3:36
6. "Hello It's Me" - 4:12
7. "I Can't Make You Love Me" - 4:22
8. "Sweet Dreams (Are Made of This)" - 4:31
9. "Lonely Teardrops" - 3:01
10. "Copacabana (At the Copa)" - 3:46
11. "Free Bird" - 1:23
12. "Beginnings/Endings" - 1:59